# 河合その子 拝啓その子です
河合その子 拝啓その子です（かわいそのこ はいけいそのこです）は、1986年4月6日から同年11月9日までニッポン放送他で放送されていたラジオ番組。パーソナリティは河合その子。1986年9月までは森永製菓の一社提供番組。

## 概要
河合その子はこの番組が始まる直前の1986年3月まで国生さゆりと一緒に同じニッポン放送で『おニャン子のアブない夜だよ』のパーソナリティを務めていたが1986年4月の改編でこの番組を卒業、ニッポン放送でそれぞれ単独で番組を持つことになり、この番組もスタートした。本番組は当時ニッポン放送アナウンサーのくり万太郎も共演、フリートークからお便りコーナーに至るまで全編にわたって二人で出演していた。
本番組のオープニングは『さしすせその子のかきくけコント』のコーナーでスタート。その後フリートーク、お便りコーナー、「お菓子物語」コーナーなどで構成。その日の“お気に入りハガキ”として選ばれたはがきの送り主には、「その子気に入りました賞」として賞品が贈られていた。そして毎回番組の最後は「それじゃ、また。敬具。」という言葉で締められていた。
スタート時からスポンサーだった森永製菓は1986年10月の改編を以って本番組を離れ、『おニャン子のアブない夜だよ』の単独提供へ移動。1986年10月から同年11月9日の最終回までは固定のスポンサーが付いていなかった。

## 主なコーナー
さしすせその子のかきくけコント
- 本番組のオープニングでイントロとなるミニドラマコーナー。河合とくり万太郎との共演で様々なシチュエーションの劇を演じていた[1]。

フリートークコーナー
- 修学旅行、学園祭、五月病など毎回週替わりのテーマに沿ってくり万太郎と一緒にトーク[3]。

お便りコーナー
お菓子物語
- 番組後半のコーナー。毎回違った菓子を1点ずつクローズアップし、名前の由来などそれにまつわるエピソードなどを紹介。外国の菓子も紹介されていたことがあった[3][4]。

## 放送されていた局
- ニッポン放送（制作局）- 日曜日11:30 - 12:00
  - 当時日曜 7:00〜12:00に設けられていた放送枠『朝から音楽めいっぱい!!サンデーモーニングワイド』の枠内で放送。
- 東海ラジオ - 日曜日10:30 - 11:00
- 毎日放送 - 日曜日8:30 - 9:00

## スタッフ
- ディレクター：松村吉洋[1]
- 構成作家：藤井青銅[1]